# Parca (indumentària)

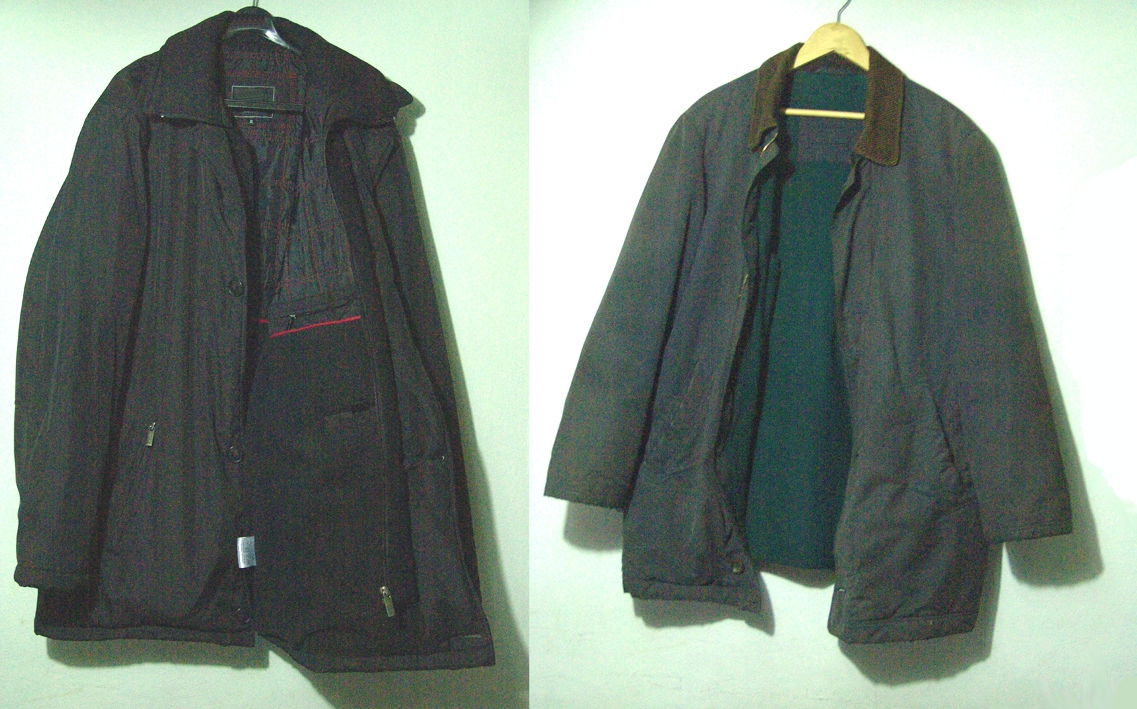
Parques actuals

La parca és una peça d'abrigar superior externa, llarga fins als genolls, de material impermeable, farcida de plomes o de fibra sintètica, de tancament frontal amb cremallera o botons i amb coll dret o girat, sovint folrat de pell. Pot anar amb caputxa o sense. Té com a funció principal protegir de fred intens. És peça unisex de carrer i d'excursió, semiformal i informal, i sovint es duu sobre jaqueta i/o jersei, com a alternativa a l'abric tradicional de roba. Té versions militars que es duen en campanya.
Originàriament la parca era un tipus d'abric dels pobles del Gran Nord (èsquims, aleuts, nenets, etc.), en la línia del qual es basa la parca de tipus modern, d'ús internacional. Aquesta sorgí als anys cinquanta com a peça d'abrigar per a les forces armades estatunidenques; d'ací passà a l'ús civil arreu del món euròpid. Als anys seixanta la parca militar estatunidenca era la peça d'abrigar característica dels mods. Als Països Catalans, en concret, les parques començaren a introduir-se entre finals dels anys setanta i inicis dels vuitanta, i avui dia hi constitueixen un dels tipus de peça d'abrigar més populars, juntament amb els abrics de roba de tipus tradicional. Com a peça de carrer es pot dir que la parca ha desplaçat l'anorac, que tendeix a reservar-se per a activitats de neu (esquí, etc.).

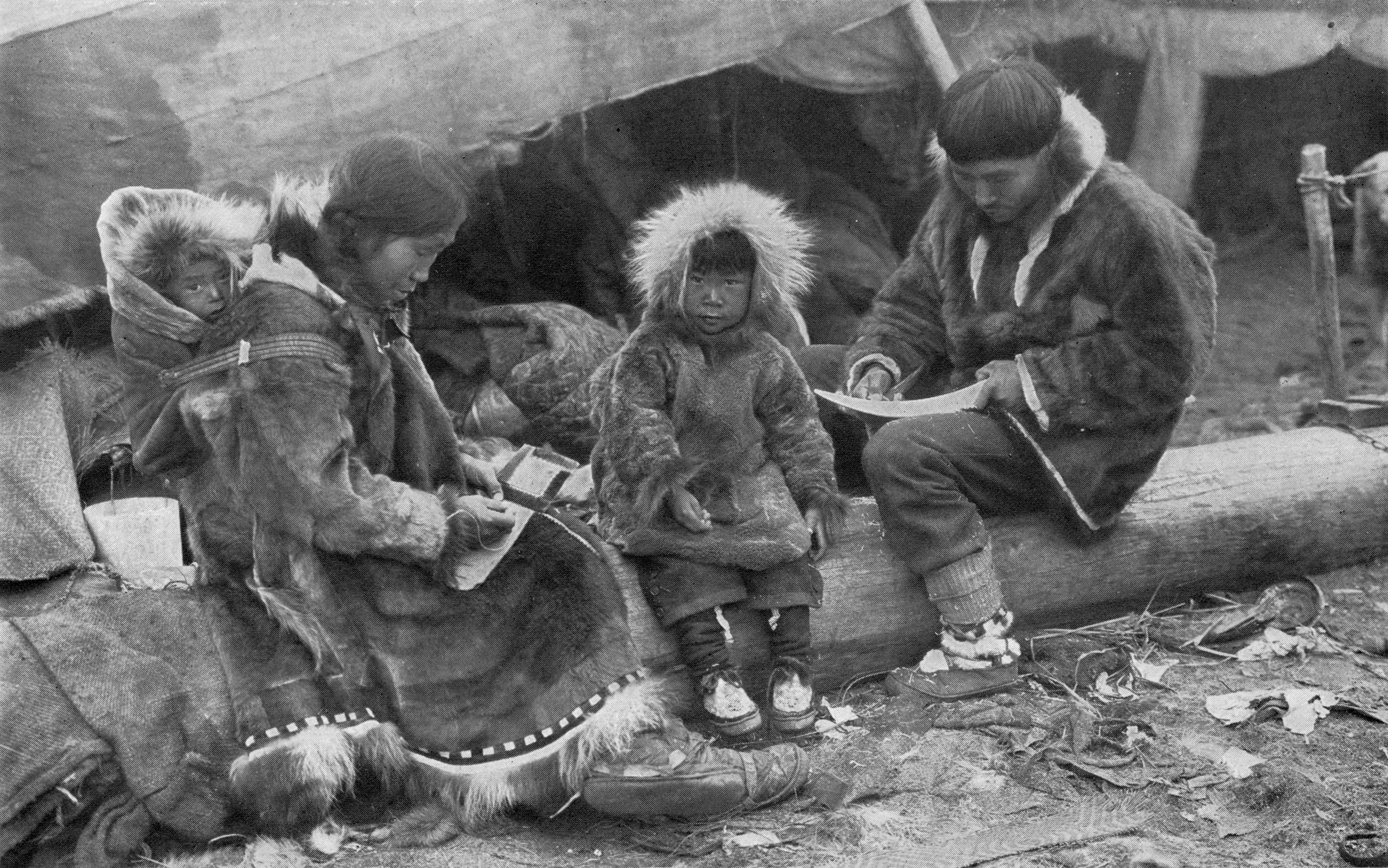
Família inuit (1917) amb parques tradicionals
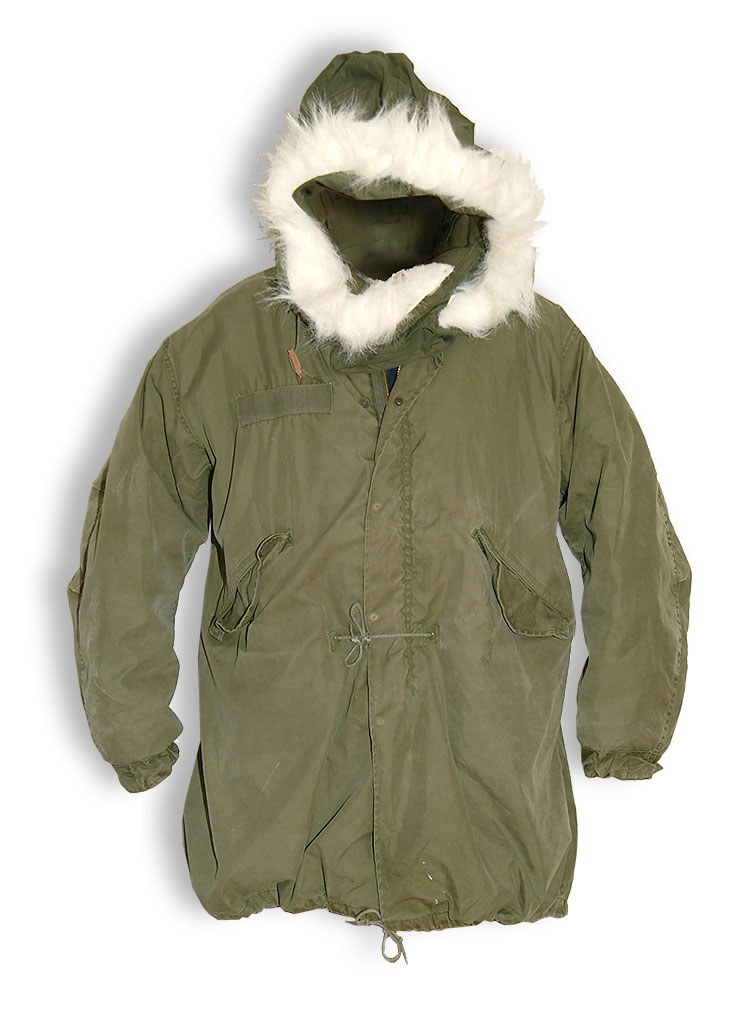
Parca militar (EUA, 1965)
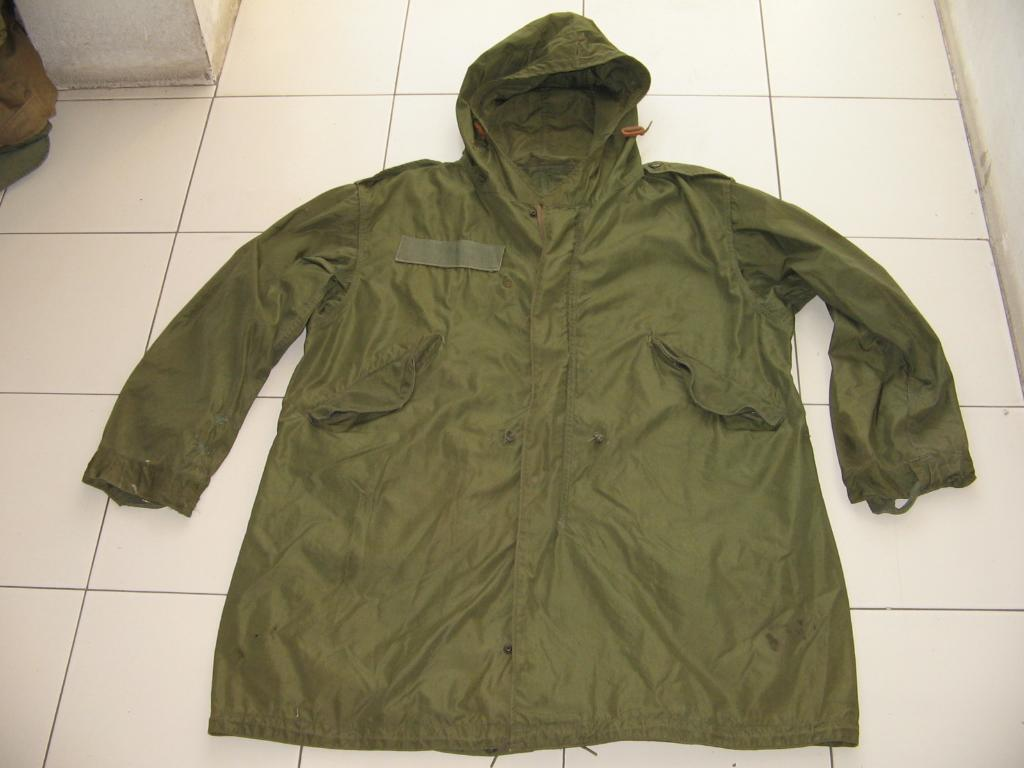
Parca de mod

El mot parca prové del nenets parqa, del qual passà a l'aleut i, finalment, a l'anglès (parka), llengua en què s'ha divulgat internacionalment el nom juntament amb la peça que designa.
No s'ha de confondre la parca amb l'anorac, peça similar però curta, sempre amb caputxa, no necessàriament amb folre i d'ús sobretot per a medi nevat.

## La parca com a peça d'uniforme militar
Les primeres parques militars foren les usades per les tropes nazis a partir de 1942. Això no obstant, i tal com hem vist, la parca no es difongué com a peça habitual de la uniformologia militar fins que no l'adoptà l'exèrcit estatunidenc, als anys cinquanta (el primer model estatunidenc data de 1948), com a substitut del capot tradicional. Per influència estatunidenca, avui dia la parca tendeix a ésser la peça d'abrigar reglamentària a la majoria d'exèrcits, amb preferència al capot.
Usualment la parca militar duu caputxa (incorporada, separada o ocultable), sovint muscleres, i de dues a quatre butxaques frontals, a més de folre de pell (autèntica o sintètica), el qual folre pot ser incorporat o bé separable; la cintura i els baixos poden anar elastitzats. En termes funcionals, la parca supera el capot per la impermeabilitat, i també en protecció contra el fred, mercès al folre de pell; en els models de folre separable també és més versàtil, perquè, retirant-lo, la parca es pot usar com a peça d'entretemps. D'altra banda, i des del punt de vista estètic, el seu disseny, prou semblant al de la jaqueta de campanya, la fa més afí als models d'uniforme actuals que no el capot.
La parca militar acostuma a dur-se per damunt de la jaqueta de campanya, amb la qual no s'ha de confondre: en molts exèrcits la jaqueta de campanya d'entretemps té certes característiques anàlogues a la parca (la presència de caputxa incorporada o separable, la possibilitat d'afegir folre polar), però la parca és imprescindible en cas de fred intens.
El model referencial de parca militar és l'M-65 estatunidenc (la qual no s'ha de confondre amb la jaqueta de campanya de la mateixa data, sovint anomenada col·loquialment "parca" perquè pot afegir folre polar). També és molt prestigiosa (i molt popular entre els civils) la parca verd oliva de la Bundeswehr (Feldjacke m. 1959).